# Undenäs
Undenäs is een plaats in de gemeente Karlsborg in het landschap Västergötland en de provincie Västra Götalands län in Zweden. De plaats heeft 250 inwoners (2005) en een oppervlakte van 61 hectare.

## Verkeer en vervoer
Bij de plaats loopt de Länsväg 202.